# ريتشارد جورج
ريتشارد جورج (بالإنجليزية: Richard George)‏ هو منافس ألعاب قوى أمريكي، ولد في 1953.

## وصلات خارجية
- ريتشارد جورج على موقع أوليمبيديا (الإنجليزية)